# Ricardo Sánchez
Ricardo Sánchez Alarcón (né le 24 février 1971 à Madrid) est un joueur de water-polo espagnol. Il a remporté la médaille d'argent avec son équipe nationale lors des Jeux olympiques d'été de 1992 à Barcelone.
- CIO
- Enciclopèdia de l'Esport Català
- Olympedia

.